# Braziliaans militair ordinariaat
Het Braziliaans militair ordinariaat (Portugees: Ordinariado Militar do Brasil) is een militair ordinariaat van de Rooms-Katholieke Kerk met als zetel Brasilia, in Brazilië. Het ordinariaat is verantwoordelijk voor de zielzorg van de tot de Rooms-Katholieke Kerk behorende militairen van de Braziliaanse strijdkrachten. 

## Geschiedenis
Het ordinariaat werd op 6 november 1950 door paus Pius XII als militair vicariaat opgericht. Het ordinariaat werd op 21 juli 1986 door paus Johannes Paulus II met de apostolische constitutie Spirituali militum curae verheven tot aartsbisdom.

## Organisatie
Het ordinariaat staat als immediatum onder rechtstreeks gezag van de Heilige Stoel. De militaire kathedraal staat in Brasilia. Het ordinariaat had in 2021 170 parochies. 

## Ordinarii

### Bisschoppen
- Jaime de Barros Câmara (6 november 1950 - 9 november 1963; kardinaal, tevens aartsbisschop van Rio de Janeiro)

### Aartsbisschoppen
- José Newton de Almeida Baptista (9 november 1963 - 31 oktober 1990; tevens aartsbisschop van Brasília)
- Geraldo do Espírito Santo Ávila (31 oktober 1990 - 14 november 2005)
- Osvino José Both (7 juni 2006 - 6 augustus 2014)
- Fernando José Monteiro Guimarães (6 augustus 2014 - 12 maart 2022)
- Marcony Vinícius Ferreira (12 maart 2022 - heden)